# Makedonski križ
Makedonski križ (mak. Македонски крст), poznat i kao Veljuški križ (Вељушки крст) i Strumički križ (Струмички крст), inačica je kršćanskoga križa u obliku dvostruko vezena pletera koja se vezuje uz kršćanstvo u Sjevernoj Makedoniji i Makedonsku pravoslavnu Crkvu, čijim je i simbolom.
Najstariji prikaz pronađen je u crkvi veljuškoga samostana Svete Majke Božje, izgrađenoj 1085. godine na zahtjev strumičkoga biskupa Emanuela. Isprva je križ bio simbolom Strumičke biskupije, no vremenom se proširio u crkvama diljem Makedonije.
- Križ na pročelju crkve veljuškoga samostana.
- Križ u vodočanskom samostanu.
- Inačica križa.
- Inačica crvena križa na crnoj pozadini.
- Inačica bijela križa na crnoj pozadini.